# 我所執
我所執，是无明煩惱的一種，令人無法解脫，或稱作我所煩惱。
我所執通常與我執的煩惱同時比較說明，相對於我執的煩惱，我所執是屬於較粗重的煩惱，是因為對自我的執著而更衍生出來對自我所擁有的種種一切產生執著。
對於修行者而言，我所執是較初淺而容易斷除的。
我所包括我的財富資產、我的眷屬(父母、伴侶、子女、親友)、我的成就、我的世間智慧能力、我的名聲等。或者也有人將有情自我的五蘊當作是我或者我所，但一切的五蘊都是虛妄無實的，而一般世間人因沒有佛法的智慧，所以對五蘊貪愛執取，當作真實，視作我的所有，所以稱作我所執。